# Taurillon gris
Anairetes alpinus
Espèce
Synonymes
- Yanacea alpina[1]

Statut de conservation UICN

 EN  : En danger
Le Taurillon gris (Anairetes alpinus) est une espèce de passereau placée dans la famille des Tyrannidae. Son statut de conservation est En danger selon la liste rouge de l'UICN,.

## Sous-espèces
Cet oiseau est représenté par 2 sous-espèces : 
- Anairetes alpinus alpinus (Carriker, 1933) : cordillères centrale et occidentale des Andes du Pérou (Nord du département d'Ancash et départements de La Libertad et de Lima) ;
- Anairetes alpinus bolivianus (Carriker, 1936)[3] : cordillère orientale des Andes du Pérou (départements d'Apurímac et de Cuzco), et yungas de l'Ouest de la Bolivie (département de La Paz)[1],[2].

## Description
Cet oiseau mesure 13 cm. Il est gris et blanc, gris foncé sur le dessus, avec un manteau discrètement bigarré de noirâtre. Il possède une double huppe noire, longue et étroite, et une couronne blanche. Ses ailes sont foncées et possèdent deux larges barres et des bordures blanches. Sa queue est noire et les rectrices externes sont blanches. Son ventre est gris cendré, avec un centre blanc-jaunâtre chez Anairetes alpinus alpinus, blanc chez Anairetes alpinus bolivianus.

## Habitat
Cet oiseau vit dans les forêts semi-humides de Polylepis et de Gynoxys, entre 3 700 et 4 500 m d'altitude. En Bolivie, il vit uniquement dans les forêts de Polylepis pepei. Il se déplace habituellement par paires ou par groupes de trois individus, parfois avec d'autres espèces, à la recherche d'invertébrés. La taille de son territoire a été estimée à entre un et deux hectares et l'espèce ne semble pas rester dans les fragments de forêt de moins d'un hectare.

## Reproduction
Des immatures ont été trouvés en mars et en juillet, un couple nourrissant des oisillons a été observé en décembre et un nid actif a été trouvé en novembre dans la cordillère d'Apolobamba (Bolivie).

## Vulnérabilité
La population globale de l'espèce est estimée à entre 250 et 1 000 individus (entre 150 et 700 adultes). En Bolivie, il restait entre 150 et 300 individus en 2007 et 150 en 2009. Cet oiseau est relativement commun dans le haut plateau de Runtacocha (Apurímac) et dans la cordillère de Vilcabamba (Cuzco). Au col d'Abra Málaga, sa population est estimée à 20 à 30 individus.
La menace principale pour la survie de l'espèce vient de la déforestation intensive, notamment dans le département d'Ancash, ainsi que de l'usage incontrôlé du feu, qui empêchent la régénération des Polylepis, surtout dans les régions où son bois est exploité. La création de pâturages pour les moutons et les bovins (qui remplacent progressivement les camélidés) et l'érosion et la dégradation des sols secondaires à une agriculture intensive sont des facteurs aggravants. Dans le département de Cuzco, les forêts de Polylepsis ont vu leur surface réduite de moitié dans les années 1980 et, en 2009, plus de 90% des forêts boliviennes dans lesquelles vit le Taurillon gris étaient affectées par l'intervention de l'homme.
L'espèce est présente dans certaines zones protégées, comme dans les parcs nationaux de Huascarán et de Río Abiseo, au Pérou et de Cotapata, en Bolivie, où il reste malgré tout rare. la zone naturelle de gestion intégrée Apolobamba (es) et le parc national Madidi sont probablement les deux parcs nationaux de Bolivie les plus importants pour l'espèce.